# تپه باستانی قوهه
این محوطه باستانی که گویا محل سکونت مردمانی در دوره پیش از تاریخ و دوران قبل اسلام و دوران اسلامی بوده است شامل تپه‌ای به ارتفاع ۱۷ متر و محوطه باستانی آن در موقعیت روستای قوهه از توابع شهرستان ساوجبلاغ قرار گرفته است.